# Zaprionus niabu
Zaprionus niabu är en tvåvingeart som beskrevs av Burla 1954. Zaprionus niabu ingår i släktet Zaprionus och familjen daggflugor. Inga underarter finns listade i Catalogue of Life.